# Mahr See
Mahr See är en sjö i Österrike.   Den ligger i förbundslandet Steiermark, i den centrala delen av landet, 190 km sydväst om huvudstaden Wien. Mahr See ligger 1 977 meter över havet.
I omgivningarna runt Mahr See växer i huvudsak blandskog. Runt Mahr See är det ganska glesbefolkat, med 42 invånare per kvadratkilometer.